# Transportes Urbanos de Guimarães

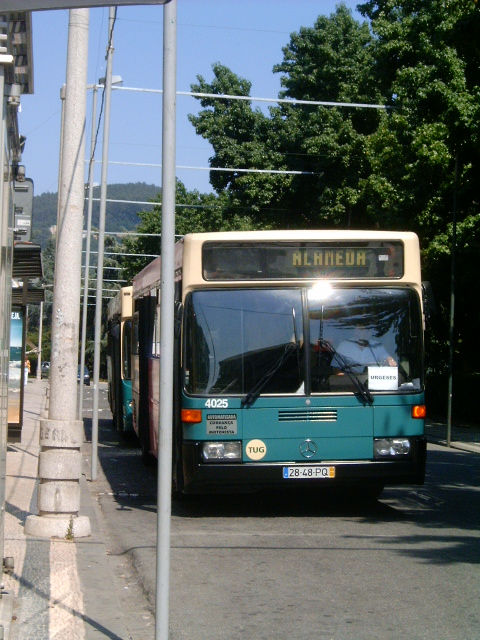
Autobus Mercedes-Benz O-405 del TUG n. 4025

L'azienda Transportes Urbanos de Guimarães, spesso abbreviata con l'acronimo "TUG", gestisce dal 1979 il trasporto pubblico nella città di Guimarães in Portogallo.
Dal 2003 è entrato a far parte del gruppo Arriva.

## Parco aziendale
La flotta del "TUG" è costituita solamente da autobus che svolgono servizi urbani e suburbani.
Molti mezzi sono della Mercedes-Benz, quelli più recenti del modello "O-405", con livrea bianco-azzurra.

## Esercizio
L'azienda gestisce oltre venti linee, quelle con numero più basso interessano il centro storico.